# Agalinis oligophylla
Agalinis oligophylla är en snyltrotsväxtart som beskrevs av Francis Whittier Pennell. Agalinis oligophylla ingår i släktet Agalinis och familjen snyltrotsväxter. Inga underarter finns listade i Catalogue of Life.